# Cardita aviculina
Cardita aviculina is een tweekleppigensoort uit de familie van de Carditidae. De wetenschappelijke naam van de soort werd in 1819 voor het eerst geldig gepubliceerd door Jean-Baptiste de Lamarck.